# Greve Sogn
 For alternative betydninger, se Greve. (Se også artikler, som begynder med Greve)
Greve Sogn er et sogn i Greve-Solrød Provsti (Roskilde Stift).
I 1800-tallet var Kildebrønde Sogn anneks til Greve Sogn. Begge sogne hørte til Tune Herred i Roskilde Amt. De to sogne udgjorde ét pastorat, Greve-Kildebrønde Pastorat, frem til 1972. Greve-Kildebrønde sognekommune blev ved kommunalreformen i 1970 indlemmet i Greve Kommune.
I Greve Sogn ligger Greve Kirke fra Middelalderen og Johanneskirken fra 1995. Mosede Kirke blev indviet 3. september 1978, og Mosede Sogn blev udskilt fra Greve Sogn.
I sognet findes følgende autoriserede stednavne:
- Gjeddesdal (ejerlav, landbrugsejendom)
- Greve Landsby (bebyggelse, ejerlav)
- Greve Strand (bydel i Storkøbenhavn)
- Jerismose (bebyggelse)
- Vesterbjerg (bydel i Greve Landsby)